# Gallon

Đơn vị xăng được sử dụng trên toàn thế giới:
Lít
Gallon Mỹ
Gallon Anh
Không có dữ liệu

Gallon hay galông là một đơn vị đo thể tích. Hiện có ba định nghĩa cho đơn vị này:
- Gallon chất lỏng của Mỹ được định nghĩa chính thức là 231 in³, và bằng 3,785411784 lít (chính xác) hoặc khoảng 0,13368 ft³. Đây là định nghĩa phổ thông nhất về một gallon. Một ounce (chất lỏng) được định nghĩa bằng 1/128 gallon Mỹ.
- Gallon chất khô của Mỹ bằng 268,8025 in³ (chính xác) hoặc 4,40488377086 lít (chính xác)
- Gallon của Anh được định nghĩa chính thức là 4,54609 lít(~277,42 in³), nó khoảng 1,2 gallon chất lỏng của Mỹ. Định nghĩa này được dùng tại Vương quốc Anh và dựa vào thể tích của 10 pound nước ở 62 °F. (Một gallon nước của Mỹ nặng 8,33 pound ở cùng nhiệt độ.) ounce (chất lỏng) của Anh được định nghĩa bằng 1/160 gallon Anh. Gallon Anh không còn được sử dụng chính thức tại Vương quốc Anh cho các mục đích hành chánh công cộng hoặc mậu dịch nhưng nó được dùng thành thói quen (và trong quả Gallon chất khô của Mỹ ít được phổ biến.

Gallon hiện tại được chia ra thành 8 pint hoặc 4 quart. Gallon cũng được chia thành 32 gill.